# Seznam vojaških kratic na R
To je seznam vojaških kratic, ki se pričnejo s črko R.

## Seznam
- R.
- RADAR
- Radf.
- RAF (angleško Royal Air Force) označuje Kraljevo vojno letalstvo.
- RAP
- RAS
- RBRZO je slovenska vojaška kratica, ki označuje Raketna brigada zračne obrambe.
- RC
- RCP (francosko ?) označuje Padalski polk.
- RE:

- (francosko Régiment Étranger) označuje Tujski polk.
- (angleško Royal Enginners) označuje Kraljevi inženirci.
- slovenska vojaška kratica, ki označuje Raketne enote.

- REC (francosko Régiment Étranger de Cavalerie) označuje Tujski konjeniški polk.
- REI (francosko Régiment Étranger de Infanterie) označuje Tujski pehotni polk.
- RFA
- Rgt.
- RICM (francosko Régiment d'Infanterie Coloniale de la Marine) označuje Pehotni kolonialni polk mornariške pehote.
- RKB - glej RKBO.
- RKBO je slovenska vojaška kratica, ki označuje Radiološka, kemična in biološka obramba.
- RLC (angleško Royal Logistic Corps) označuje Kraljevi logistični korpus.
- RM:

- (angleško Royal Marines) označuje Kraljevi marinci.
- (srbohrvaško Ratna mornarica) označuje Vojna mornarica.

- RMLE (francosko Régiment Étranger d'Infanterie) označuje Pehotni tujski polk.
- ROTC
- RPG (angleško Rocket Propelled Grenade označuje ročno protitankovsko orožje
- RR
- R&R
- RŠTO je slovenska vojaška kratica, ki označuje Republiški štab TO RS.
- RTR (angleško Royal Territorial Regiment) označuje Kraljevi teritorialni polk.
- RTU'd (angleško Returned to Unit) označuje Vrnil se k enoti.
- RU
- RUC (angleško Royal Ulster Constabulary) označuje Kraljevo ulstrško stražništvo.
- RV (srbohrvaško Ratno vazduhoplovstvo) označuje Vojno letalstvo.